# Sandrew Metronome

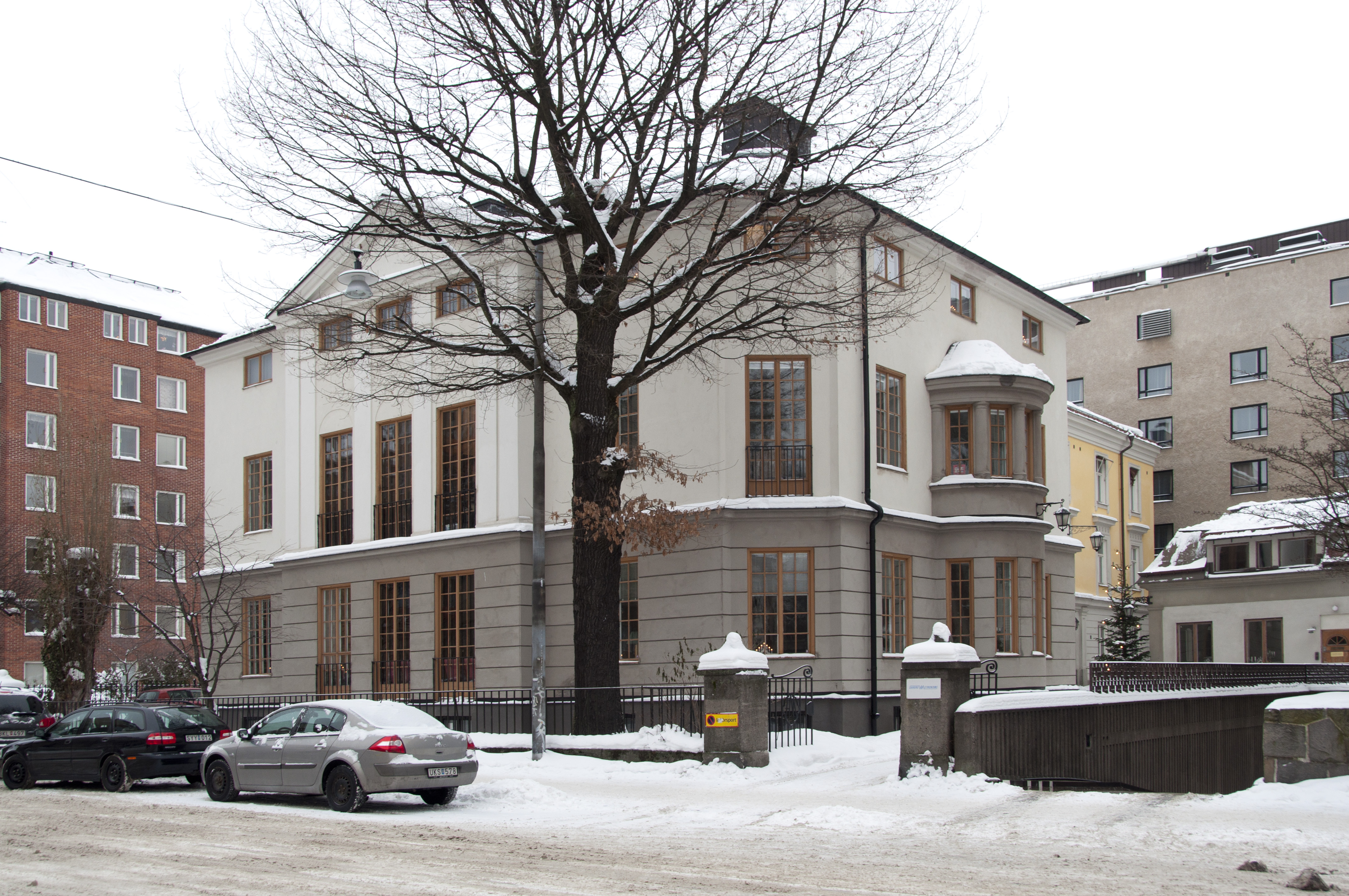
Siège de la société, à Stockholm.

Sandrew Metronome est une société scandinave de distribution de films et anciennement d'exploitation de salles de cinéma. Elle est issue de la fusion, en 1996, du suédois Sandrew et du danois Metronome. Sandrew est une chaîne de cinéma suédoise fondée en 1920 par Anders Sandrew (1885-1957) et basée à Stockholm. La société étend son implantation à l'échelle nationale dans les années 1940, et devient durant cette même période producteur de films. La société dirige aussi l'Oscarsteatern de Stockholm jusqu'en 1998 et en fait le temple de la comédie musicale en Suède.
En 2004, la chaîne de cinéma suédoise SF Bio tente d'acquérir Sandrew Metronome, mais l'acquisition est stoppée par la Konkurrensverket, l'autorité de concurrence suédoise. Sandrew cède son activité d'exploitation de salles de cinéma aux sociétés Triangelfilm AB, S/S Fladen Film AB & Atlantic Film AB, qui exploitent les salles sous le nom Astoria Cinemas.
Après la vente de son activité d'exploitation de salles, Sandrew Metronome se concentre sur son activité de distribution.

## Sources
- (sv) Cet article est partiellement ou en totalité issu de l’article de Wikipédia en suédois intitulé « Sandrew Metronome » (voir la liste des auteurs).